# Anaxyrus americanus
Anaxyrus americanus (antigamente Bufo americanus), também conhecido por Sapo-americano é uma espécie de sapo encontrada em todo o leste dos Estados Unidos e Canadá.
A classificação da espécie relativa ao risco de extinção (estado de conservação) é considerada "pouco preocupante".

## Subespécies
- Anaxyrus americanus americanus
- Anaxyrus americanus charlesmithi
- Anaxyrus americanus copei